# Dactylicapnos gaoligongshanensis
Dactylicapnos gaoligongshanensis là một loài thực vật có hoa trong họ Anh túc. Loài này được Lidén mô tả khoa học đầu tiên năm 2007 publ. 2008.